# NGC 4536

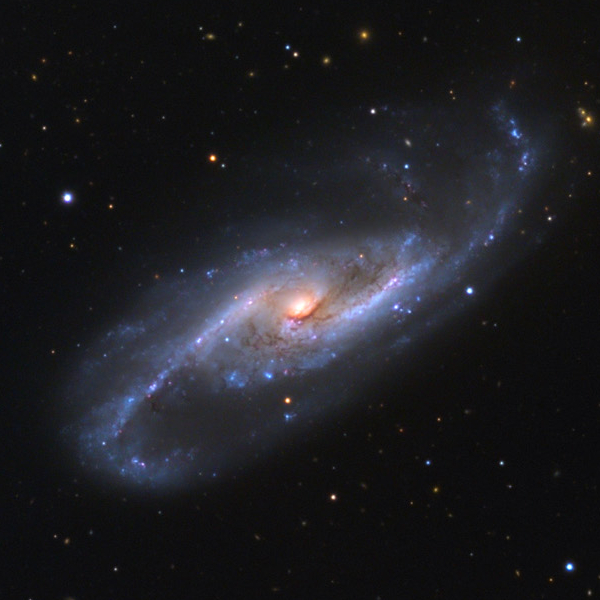
Thiên hà NGC 4536

NGC 4536 là tên của một thiên hà xoắn ốc trung gian trong chòm sao Xử Nữ cách khoảng 10 ° về phía nam của điểm giữa ở cụm các thiên hà nằm gần chòm sao Xử Nữ. Tuy nhiên, nó không được các nhà nghiên cứu xem là thành viên của cụm này nhưng nó thì thuộc nhóm Virgo II (nhóm tạo thành từ một phần của cụm các thiên hà nằm gần chòm sao Xử Nữ mở rộng về phía nam). Phân loại hình thái học trong hệ thống De Vaucouleurs thì kiểu của nó là SAB (rs) bc. Từ đó, ta thấy rằng nó là một thiên hà xoắn ốc trung gian có cấu trúc vòng trong cùng với thanh ngang và điểm phình xung quanh hạt nhân thì không có.
NGC 4536 có các đặc tính quang học của một thiên hà HII, có nghĩa là bên trong nó có sự hình thành sao. Dựa trên mức độ phát xạ tia X từ lõi, nó có thể có một lỗ đen cực đại nhưng nhỏ gấp 10 4 đến 10 6 lần khi so với khối lượng của mặt trời.
Vào ngày 8 tháng 3 năm 1981, một siêu tân tinh loại Ia được phát hiện là nằm ở phía đông bắc của trung tâm thiên hà. Mức hoạt động đỉnh của nó là vào ngày 12 tháng 3 rồi sau đó mờ dần. Trước đó không có sự kiện siêu tân tinh nào được quan sát thấy là ở trong thiên hà này.

## Dữ liệu hiện tại
Theo như quan sát, đây là thiên hà cách khoảng 10 ° về phía nam của điểm giữa ở nhóm các thiên hà nằm gần ch2om sao Xử Nữ. Và dưới là một số dữ liệu khác của nó:
- Xích kinh 12h 34m 27.129s[5]
- Độ nghiêng +02° 11′ 16.37″[5]
- Redshift 0.006031 ± 0.000003[6]
- Vận tốc xuyên tâm (Tốc độ xuyên tâm) 1808 ± 1 km/s[7]
- Khoảng cách 48.7 ± 0.9 Mly (14.9 ± 0.3 Mpc)[8]
- Độ lớn biểu kiến (V) 11.1[9]
- Kiểu thiên hà SAB(rs)bc[1]
- Kích thước biểu kiến (V) 7′.6 × 3′.2[9]